# Distretto di Dongli
Il distretto di Dongli (cinese semplificato: 东丽区; cinese tradizionale: 東麗區; mandarino pinyin: Dōnglì Qū) è un distretto di Tientsin. Ha una superficie di 460 km² e una popolazione di 320.000 abitanti al 2004.